# Boxe aux Jeux asiatiques de 1978
Navigation
Édition précédente Édition suivante
Les compétitions de boxe anglaise des Jeux asiatiques 1978 se sont déroulées du 9 au 20 décembre à Bangkok, Thaïlande.

## Résultats

### Podiums
| Catégories                    | Or               | Argent            | Bronze                             |
| Poids mi-mouches (-48 kg)     | Siri Supanya     | Ri Byong-uk       | Suzuki Koki Ali Bux                |
| Poids mouches (-51 kg)        | Ishii Kouki      | Johnny Ruberu     | Muhamad Sadiq Perera Wijayanim     |
| Poids coqs (-54 kg)           | Hwang Chul-soon  | Nyo Win           | Caldera Hallesage Pradit Srisatit  |
| Poids plumes (-57 kg)         | Gu Yong-ju       | Khan Muhammad     | Jung Taek-dong Rawsalyn Otgonbayar |
| Poids légers (-60 kg)         | Choi Choong-il   | Ruben Mares       | Yukio Odagiri Haram Kham           |
| Poids super-légers (-63,5 kg) | Kim In-chang     | Prai Anant Vichit | Khastyn Jamgann C.C. Machaiah      |
| Poids welters (-67 kg)        | Hwang Choong-jae | Totassa Wallop    | Yusoff Hashim Intisar Jabbar       |
| Poids super-welters (-71 kg)  | Park Il-chul     | Rabieb Sangnual   | Muluk Singh Muhammad Saeed         |
| Poids moyens (-75 kg)         | William Gomies   | Jang Bong-mun     | D. Erdenee Park Young Kyu          |
| Poids mi-lourds (-81 kg)      | Mohamed Jabbar   | Kim Nam-hee       | Wichensan Sangob Benny Maniani     |
| Poids lourds (+81 kg)         | Imtiaz Mahmood   | Brij Mohan        | Kim Ki-choon Krismanto             |

### Tableau des médailles
| Place | Pays              | Médaille d'or, Asie | Médaille d'argent, Asie | Médaille de bronze, Asie | Total |
| ----- | ----------------- | ------------------- | ----------------------- | ------------------------ | ----- |
| 1     | Corée du Sud      | 5                   | 1                       | 3                        | 9     |
| 2     | Pakistan          | 2                   | 1                       | 3                        | 6     |
| 3     | Thaïlande         | 1                   | 3                       | 2                        | 6     |
| 4     | Corée du Nord     | 1                   | 2                       | 0                        | 3     |
| 5     | Indonésie         | 1                   | 1                       | 2                        | 4     |
| 6     | Japon             | 1                   | 0                       | 2                        | 3     |
| 7     | Inde              | 0                   | 1                       | 2                        | 3     |
| 8     | Birmanie          | 0                   | 1                       | 1                        | 2     |
| 9     | Philippines       | 0                   | 1                       | 0                        | 1     |
| 10    | Mongolie          | 0                   | 0                       | 3                        | 3     |
| 11    | Sri Lanka         | 0                   | 0                       | 2                        | 2     |
| 12    | Malaisie          | 0                   | 0                       | 1                        | 1     |
| 12    | Irak              | 0                   | 0                       | 1                        | 1     |
| Total | 13 pays médaillés | 11                  | 11                      | 22                       | 44    |